# Frank Lucas (politiker)
Frank Lucas, född 6 januari 1960 i Cheyenne, Oklahoma, är en amerikansk republikansk politiker. Han är ledamot av USA:s representanthus från Oklahoma sedan 1994.
Lucas avlade 1982 sin kandidatexamen i jordbruksekonomi vid Oklahoma State University.
Kongressledamoten Glenn English avgick 1994. Lucas vann fyllnadsvalet för att efterträda English i representanthuset. Han har omvalts tio gånger.
Lucas förespråkar ett federalt förbud mot internetpoker.